# Епферсхаузен
Епферсхаузен (њем. Oepfershausen) општина је у њемачкој савезној држави Тирингија. Једно је од 65 општинских средишта округа Шмалкалден-Мајнинген. Према процјени из 2010. у општини је живјело 500 становника. Посједује регионалну шифру (AGS) 16066053.

## Географски и демографски подаци
Епферсхаузен се налази у савезној држави Тирингија у округу Шмалкалден-Мајнинген. Општина се налази на надморској висини од 470 метара. Површина општине износи 12,3 km². У самом мјесту је, према процјени из 2010. године, живјело 500 становника. Просјечна густина становништва износи 41 становника/km².

## Међународна сарадња
| Мјесто | Држава    | Врста сарадње | Од    |
| ------ | --------- | ------------- | ----- |
|        | Француска | партнерство   | 1993. |
|        | Француска | партнерство   | 1993. |
|        | Француска | партнерство   | 1993. |
| Извор  |           |               |       |